# Erik Anton Berg

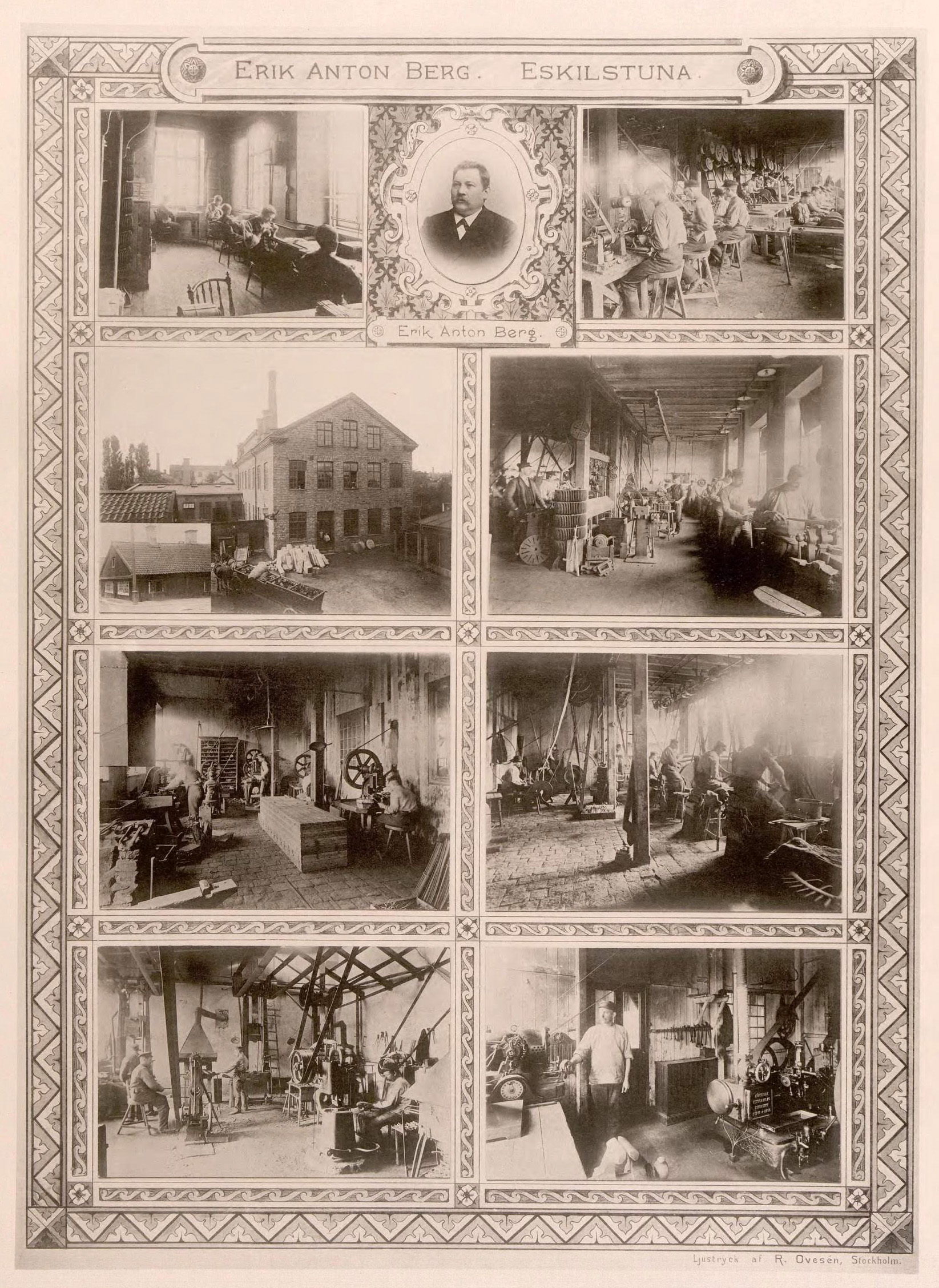
Företaget presenterat i bildverk från omkring år 1900.

Erik Anton Berg, född 30 mars 1856 i Eskilstuna, död där 28 augusti 1903, var en svensk fabrikör och grundare av E. A Bergs Fabriks AB.

## Biografi
Erik Anton Berg blev vid 11 år lärling hos Carl Viktor Heljestrand och redan 1880 startade han sin egen smedja för knivtillverkning. 

## Företaget
Bergs stål- och verktygsföretag växte snabbt och hade efter femton år 60 anställda. Det hette då E. A. Bergs Fabriks Aktiebolag och tillverkade rakknivar, skomakarknivar, dolkar, tänger, stämjärn och hyvelstål. Man använde bilden av en fisk som varumärke. Exakt vilket år hajen togs i bruk är oklart, men olika fiskar prydde omslaget till rakknivar redan från början. Minst elva variationer är kända. Senare renodlades varumärket till att avbilda en haj. Svenska sjömän spred varumärket, som fick ett gott rykte främst för sina rakknivar.
E. A. Berg var perfektionist och försökte hela tiden experimentera fram bättre stål och tillverkningsprocesser. Han avled år 1903, bara 47 år gammal. 
Vid tiden för hans död sysselsatte företaget över 90 arbetare. 
Bolaget förvärvades 1959 av Bahco, som bibehöll varumärket EA Berg in på 1970-1980-talet.